# Тодор Капралов
Тодор Капралов е бивш футболист, дефанзивен полузащитник на Светкавица и Славия. Носител на купата на страната с екипа на „белите“ през 1952 г. Вицешампион през 1950, 1954 и 1955 г.
[[Категория:Портал:Биография: През 1955г. му се ражда син Стефан Капралов, който, през 2010г. става  президент на БПФЛ. До 2022г.  Стефан Капралов е президент на БПФЛ. След кратко боледуване, умира на 27 май 2024г. Датата на смърта на баща му Тодор не е известна./Тематични статии]]